# Service sacré du matin du Sabbat
Le Service Sacré du matin du Sabbat est une pièce de musique religieuse, écrite par Darius Milhaud sur une commande de 1947 de la synagogue réformée Emanu-El de San Francisco.
Il s'agit d'une composition pour soliste, récitant, chœurs et orchestre. Le texte des chants est en hébreu, celui du récitant en anglais.
C'est l'une des deux compositions musicales reprenant l'intégralité de la liturgie hébraïque, l'autre étant le Avodath Hakodesh d'Ernest Bloch, également une commande de la même synagogue.
Le compositeur, lui-même d'origine juive et ayant composé d'autres œuvres d'inspiration hébraïque, a repris le rite provençal comme base à sa musique. La prière du samedi matin n'étant pas universelle, le musicien a ajouté secondairement des parties correspondant aux prières du vendredi soir pour un usage plus aisé.
La première eut lieu en 1949 avec le chœur de l'université de Californie à Berkeley, l'orchestre symphonique de San Francisco sous la direction de Milhaud.

## Structure
Il comporte quatre parties et son exécution dure un peu moins d'une heure.
1. Partie I
  1. Ma tovu
  2. Bar'khu
  3. Sh'ma
  4. V'ahavta
  5. Mi khamokha
  6. Tzur yisrael
  7. Eternal is thy power pour récitant
  8. K'dusha
2. Partie II
  1. Prière et réponse
  2. Prière silencieuse
  3. Yihyu l'ratzon
3. Partie III : Torah
  1. S'u sh'arim
  2. Taking the scroll from the ark
  3. Returning the scroll to the ark
  4. The law of the Lord is perfect pour récitant
  5. Etz Hayyim
4. Parti IV
  1. Adoration
  2. Va'anahnu
  3. Prière universelle
  4. Mourners kaddish pour récitant
  5. Mourners kaddish pour chœur
  6. Adon Olam
  7. Bénédiction

1. Prières additionnelles
  1. L'kha dodi
  2. Mi Khamokha
  3. V'sham'ru
  4. Eloheinu velohei avoteinu r'tze
  5. Yism'hu